# Alfred Tokayer
Alfred Tokayer (* 21. März 1900 in Köthen, Deutsches Reich; † vermutlich Ende März 1943 im KZ Sobibor, Polen) war ein deutscher Komponist und Dirigent.

## Leben und Wirken
Tokayer entstammte einer jüdischen Familie aus dem heute rumänischen Bistritz. In Köthen siedelten sich seine Eltern in den 1890er Jahren an, und hier erhielt Alfred Tokayer auch seinen ersten Musikunterricht. 1919 ging er nach Frankfurt am Main und besuchte dort Dr. Hoch’s Konservatorium und setzte hier auch sein im Vorjahr in Berlin begonnenes Studium der Philosophie und der Wirtschaft fort. Seine Musik-Studienfächer waren u. a. Klavier, Kammermusik, Orchestrierung und Komposition. 1920 ging Tokayer nach Bremen und wirkte an der dortigen Oper. Hier blieb er bis 1930 und wirkte unter der Leitung von Manfred Gurlitt als Dirigent und Stimmtrainer. Die von ihm dirigierten Werke waren überwiegend leichte Musikstücke sowie Operetten. 1931 wechselte Alfred Tokayer an die Volksoper Berlin. Hier arbeitete er unter anderem mit Max Reinhardt, Oscar Strauss und dem Filmkomponisten Theo Mackeben zusammen. Auch hier blieb Alfred Tokayer der leichten Muse verbunden; als Stimmtrainer coachte er unter anderem Käthe Dorsch.
Die Machtergreifung 1933 bedeutete schrittweise das Aus jeder künstlerischer Tätigkeit Alfred Tokayers im Deutschen Reich. Am 5. Mai 1935 wurde die erst 1919 erlangte deutsche Staatsbürgerschaft wieder aberkannt, und nachdem das Geschäft des Vaters zum Jahresende 1935 von den Nazis in den Bankrott getrieben worden war, emigrierten Tokayers Eltern nach Jugoslawien, während Alfred Tokayer sich dazu entschloss, nach Frankreich zu fliehen. Dort herrschte zu jener Zeit eine eisige Stimmung gegenüber deutsch-jüdischen Künstlern, die seit 1933 auf der Flucht vor Hitler in das Land geströmt waren. Er fand in London kurzzeitig Beschäftigung (als Orchestrator und Dirigent) bei dem soeben abgedrehten Emigrantenfilm Räubersymphonie und arbeitete als Arrangeur dem französischen Filmkomponisten Maurice Thiriet zu. Außerdem war Tokayer an Musik-Rundfunkübertragungen beteiligt.
Bei Kriegsausbruch September 1939 galt Alfred Tokayer in Frankreich als feindlicher Ausländer und wurde vorübergehend im entsprechenden Lager von Sourioux bei Vierzon interniert. Im Dezember 1939 schloss er sich der Fremdenlegion an und blieb dort bis März 1940. In dieser Zeit komponierte Tokayer die Cantique de Sathonay. Anschließend wurde er nach Sidi-Bel-Abbes in Algerien und später nach Khenifra in Marokko entsandt. Hier sollte er Musik am Konservatorium in Meknes unterrichten und arbeitete dort auch erneut als Dirigent (Stück „Une Journee de mon Enfant“) für eine lokale marokkanische Rundfunkstation. Noch 1940 kehrte Tokayer in das mittlerweile von deutschen Truppen besetzte Frankreich zurück und ließ sich nahe Limoges, wohin diverse seiner Kollegen aus Paris geflohen waren, nieder. Er setzte vor Ort das Musizieren fort, gab Konzerte und spielte Jacques Offenbachs “Chanson de Fortunio” ein. Nach der Besetzung ganz Frankreichs im Herbst 1942 entschloss sich Alfred Tokayer zur Rückkehr nach Paris, da er sich in der Anonymität der Großstadt sicherer fühlte, und nannte sich fortan André Tharaud. Ein Fluchtversuch nach England via Portugal scheiterte, und Tokayer geriet in die Hände der Deutschen. Nach den Internierungsstationen Beaune-la-Rolande und Drancy, wo er durch puren Zufall seine Eltern Moritz und Gertrud wiedertraf, wurde Alfred Tokayer am 25. März 1943 in das Konzentrationslager Sobibor deportiert und dort vermutlich kurz nach seiner Ankunft ermordet.
Am 28. Oktober 2010 wurde vor Tokayers letztem Wohnhaus am Buttermarkt 9 in Köthen ein Stolperstein verlegt.